# ジラム
ジラム(Ziram)またはビス(N,N-ジメチルジチオカルバミン酸)亜鉛は、分子式C6H12N2S4Znで表される化合物である。農業において、菌の感染を防ぐためにカルバミン酸系の殺菌剤として葉に散布されたり、発芽の確率を高めるため、種子の処理に使われたりする。また、ゴムの製造において加硫促進剤としても用いられる。
人体への影響としては目や皮膚への刺激などが挙げられ、中毒による死亡例も存在する。経口の暫定無有害作用量は1日当たり1.6 mg/kg。国際がん研究機関による発がん性評価では、グループ3（発がん性を分類できない）に分類される。ジラムの曝露により、パーキンソン病が進行する可能性が高まると考えられている。生殖毒性としては催奇形性の疑いがあり、ラットでの試験では子の内臓奇形の発生が確認されている。法規制としては、PRTR法の第一種指定化学物質や、大気汚染防止法における「有害大気汚染物質に該当する可能性のある物質」に指定されている。